# Јаблонов на Турњи
Јаблонов на Турњи (слч. Jablonov nad Turňou, мађ. Szádalmás) насељено је мјесто са административним статусом сеоске општине (слч. obec) у округу Рожњава, у Кошичком крају, Словачка Република.

## Становништво
| Година:    | 1994. | 2004.   | 2014.   | 2024.   |
| ---------- | ----- | ------- | ------- | ------- |
| Број људи: | 863   | 862     | 786     | 733     |
| Разлика:   |       | -0,11 % | -8,81 % | -6,74 % |

| Година:    | 2023. | 2024.   |
| ---------- | ----- | ------- |
| Број људи: | 737   | 733     |
| Разлика:   |       | -0,54 % |

Према подацима о броју становника из 2011. године насеље је имало 809 становника.